# Moura Morta (Vila Nova de Poiares)
Moura Morta é uma aldeia da freguesia de Lavegadas do concelho de Vila Nova de Poiares.

## Localização
Moura Morta situa-se na margem esquerda do Rio Alva, afluente do Rio Mondego. Fica a 36 quilómetros de Coimbra, com um ramal de 2 quilómetros para a EN 17, antiga Estrada da Beira, que ligava Vilar Formoso a Coimbra. Localiza-se próxima da Serra do Açor.

## História
Teve Foral de D. Afonso Henriques em 1151. 
As tropas francesas da 3ª Invasão, aquando da sua retirada e das escaramuças de Foz de Arouce pernoitaram nesta zona antes de seguirem por Vilarinho para a Serra de Santa Quitéria.

## Património
É orago desta localidade o Divino Espírito Santo. Tem um capela mandada construir por um emigrante no Brasil e foi entregue ao povo na festa de 1946.